# Castello di Rosegg
Il castello di Rosegg (Schloss Rosegg in tedesco), anche noto come Palazzo Lucrezia, si trova nel comune austriaco di Rosegg nel distretto di Villach-Land, in Carinzia e la sua costruzione risale al XVIII secolo. Al suo interno ospita il primo museo delle cere in Austria.

## Storia

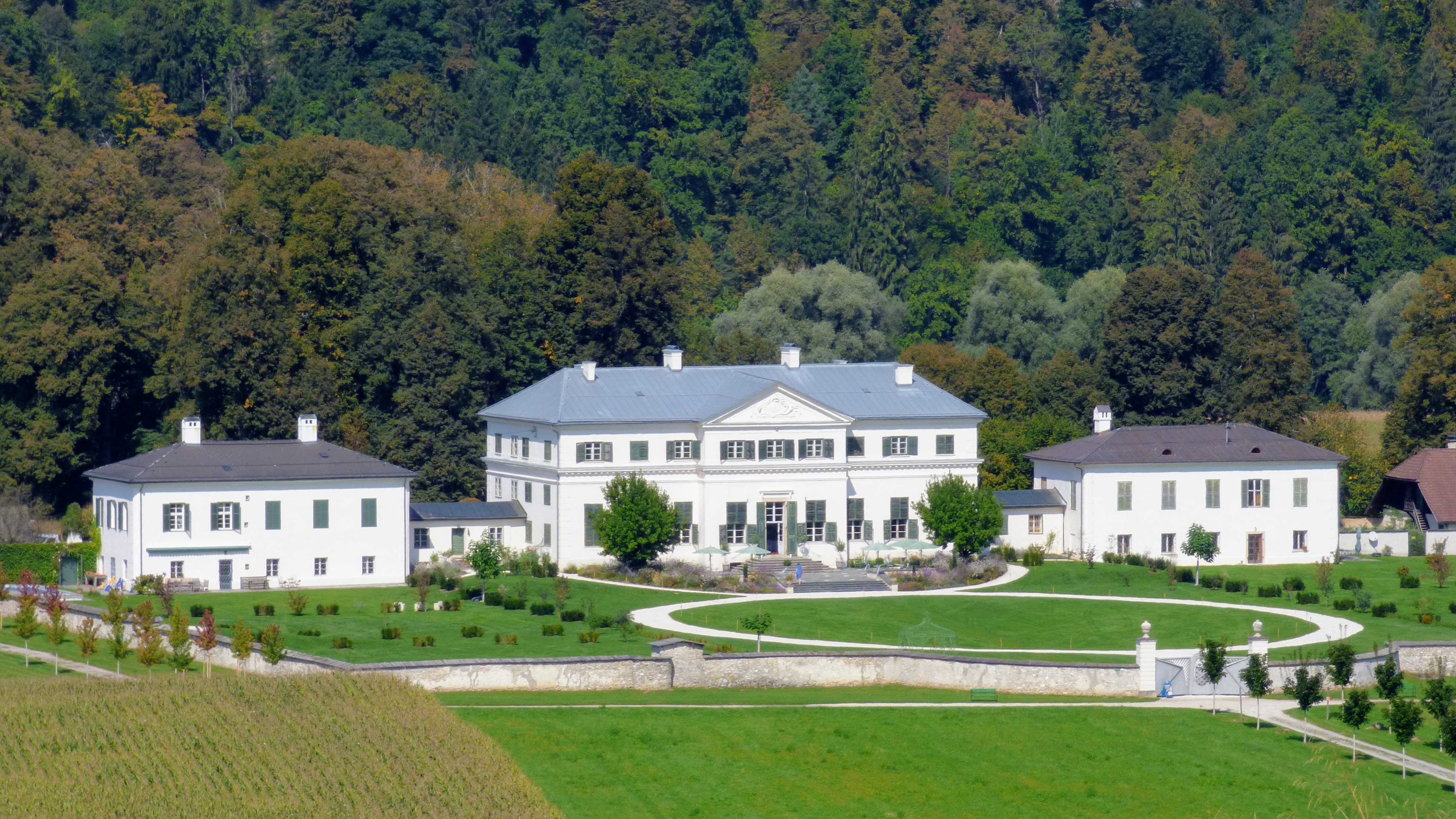
Castello di Rosegg

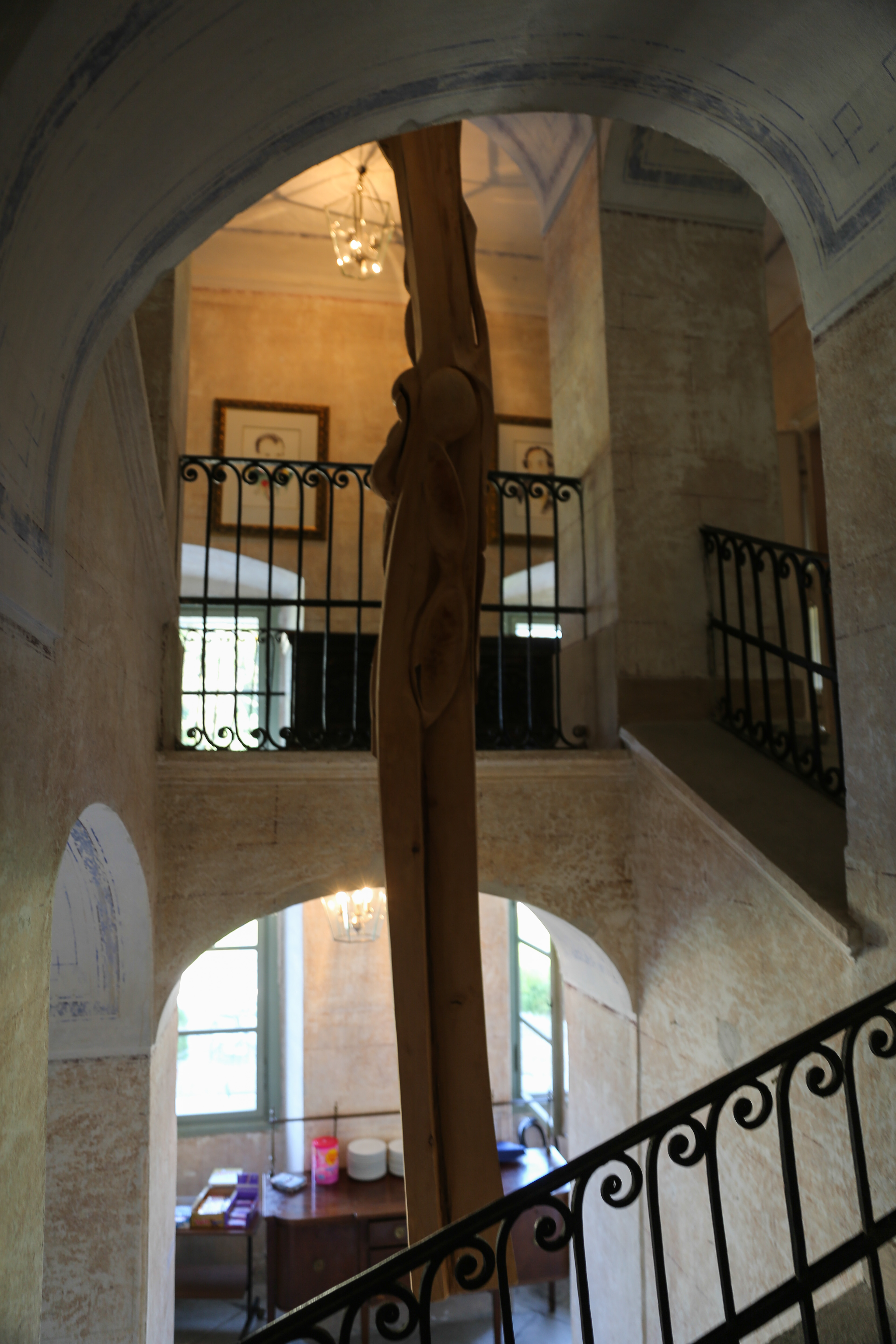
Grande scala interna

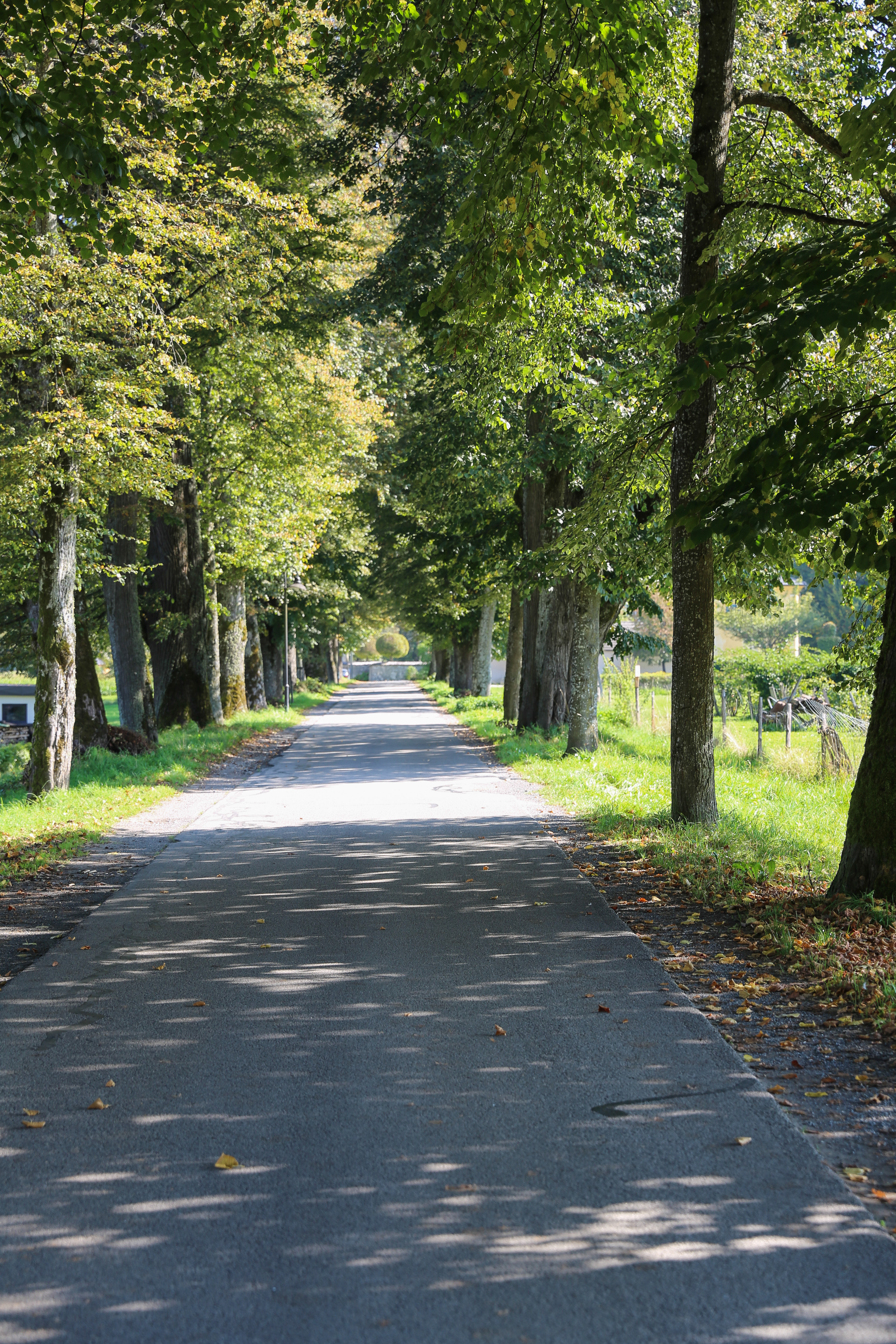
Viale dei tigli del Castello di Rosegg, considerato bene di interesse naturalistico

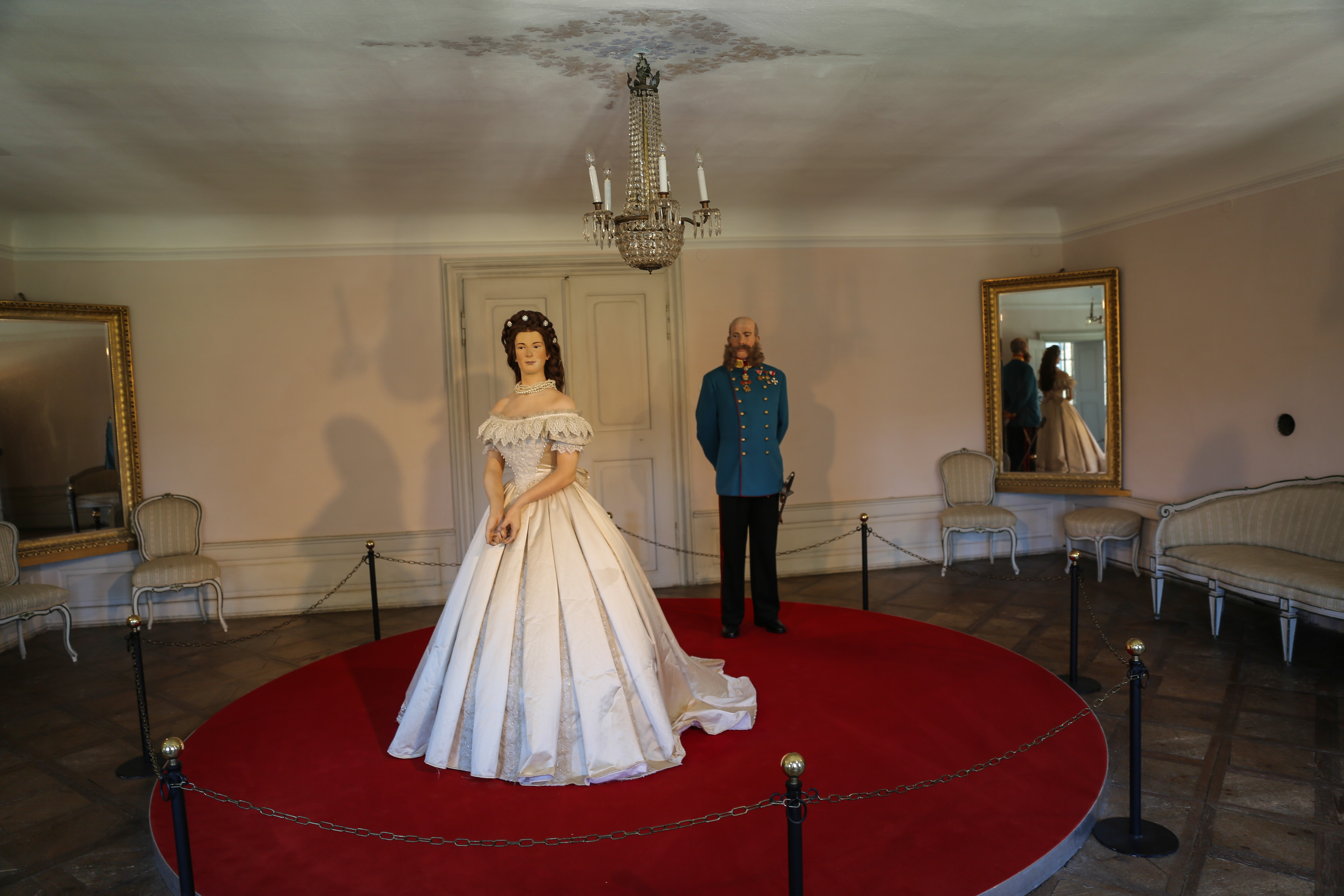
Sala del museo delle cere

Il castello di Rosegg fu costruito nel 1772 dal principe Orsini-Rosenberg per la sua amante italiana, madame Lucrezia, sullo stile delle ville della riviera del Brenta. Dopo la sua costruzione non ha più subito modifiche significative mentre gli interni sono stati rinnovati alla fine del XX secolo.

## Descrizione
Il castello si trova a nord est del centro abitato del comune austriaco di Rosegg nel distretto di Villach-Land, in Carinzia. Il complesso è costituito dalla residenza principale, in stile neoclassico a tre piani affiancata dai due edifici di servizio. Davanti ha un grande giardino. Negli interni i mobili sono d'epoca. Il castello si trova a nord del grande parco naturale Rosegg, ospita il primo museo delle cere austriaco e nel suo giardino c'è il più grande labirinto in siepi del Paese.

### Bene architettonico tutelato
In Austria il castello di Rosegg è un bene sottoposto a tutela artistica col numero 34724.